# Juppon-Gatana
El Juppon-Gatana (十本刀, Las Diez Espadas) es una asociación creada por Makoto Shishio y su ayudante Hoji, en el manga Rurouni Kenshin. En español, significa "Diez Espadas", y está conformado por los 10 mejores espadachines de todo Japón. Cabe mencionar que, aunque el nombre de la asociación es llamada literalmente "Diez Espadas" no todos sus miembros son espadachines.  

## Miembros
1. Soujiro Seta: Es el más fuerte de todos, después de Shishio. Carece de emociones lo que le permite ser impredecible en su manera de pelear. Otro punto fuerte es su velocidad. Es derrotado por Kenshin, pero gracias a esta batalla Shishio se entera de los secreto de su estilo de pelea.
2. Usui Uonuma: Quedó ciego tras perder los ojos en una batalla contra Shishio, lo que le hizo desarrollar su estilo Shinganu ("Ojos del Corazón"). Luego, se hace aliado de Shishio con la intención de matarlo, pero después se da cuenta de que Shishio lo estaba manipulando. Hace creer a todos que el quedar ciego le dio poderes, pero Saito descubre que simplemente al estar al borde de la muerte sus sentidos restantes se agudizaron y lo asesina cuando este subestima la adaptabilidad del gattotsu.
3. Anji Yūkyūzan: Es un monje budista. Odia al gobierno por haber matado a sus seres queridos hace 10 años. Ignorando que eran enemigos enseña a Sannosuke la forma más básica su técnica y posteriormente ambos se enfrentan en el castillo de Shishio, sin embargo el combate queda inconcluso cuando Sannosuke le hace entender que mancharse las mano no es forma de honrar la memoria de sus seres queridos. Termina por decidir no pelear más y entregarse a la policía tras la muerte de Shishio.
4. Kamatari Honjo: Es un okama enamorado de Shishio, y su único objetivo es convertirse en la persona más importante para su jefe. Usa una guadaña a la que ha agregado una cadena en el extremo opuesto del mango transformándola en una suerte de kusarigama gigante. Se enfrenta a Kaoru y durante su duelo reconoce que nunca será especial para Shishio ya que el no tiene interés en él; finalmente es derrotado cuando Kaoru le rompe una rodilla usando una técnica no letal del estilo Kamiya.
5. Cho Sawagejou: Es un "cazador de espadas". Su afición por ellas es tal, que mataría a quien sea por conseguir la que desee, como cuando intentó adquirir la última espada sin filo de Shakku Arai. Pelea con Kenshin para obtener esta espada durante el viaje a Kioto siendo derrotado y encarcelado, posteriormente es liberado a cambio de convertirse en un agente del gobierno.
6. Fuji: Es un gigante que fue rescatado por Saitsuchi luego de ser herido por la policía, su tamaño es tal que una persona cabe en su palma. Tiene una frustración interna, por ser considerado un monstruo a pesar de ser un individuo delicado y amable. Su poder es tal que casi acaba con todo hasta que Seijūrō llegó y lo enfrentó, siendo la primera persona que lo trataría con respeto, por lo que se enfrentaron en un duelo como iguales y fue derrotado con la técnica del Dragón de nueve cabezas, aunque por respeto a su Kenshin, Seijūrō usó una espada de filo invertido y le permitió vivir. Tras la derrota de Shishio se retiró a vivir una vida pacífica en el campo.
7. Saitsuchi: No es un guerrero como los demás, sino que aporta su intelecto para los planes de Shishio, es egocéntrico y le gusta usar lenguaje rebuscado y razonamientos trillados para demostrarse superior. Manipula a Fuji, ordenándole a su antojo y suele estar de pie en su mano mientras este combate. Aunque el gigante lo aprecia por salvarlo, él no lo ve como una persona sino como su herramienta. Cuando Seijūrō exige a Fuji que se valore como debe este de deshace del anciano sin matarlo.
8. Henya Kariwa: Ha desarrollado la habilidad de volar gracias al planeador que diseñó y a su liviano peso. Ataca desde el aire con una daga y explosivos. Se enfrenta a Yahiko y contra todo pronóstico este utiliza las mismas explosiones para elevarse y derrotarlo en el aire.
9. Iwanbo: Voluminoso, fuerte y tonto, Iwanbo es de los más fuertes debido a su piel resistente y a su técnica de arañazos. Se enfrenta a los miembros del Oniwanbanshu pero tras ver que sus compañeros son derrotados pierde interés y se marcha ignorando a sus oponentes. Realmente, Iwanbo es una marioneta creada por Gein, uno de los hombres de Enishi Yukishiro.
10. Hoji Sadojima: Es el fiel sirviente de Shishio, su mano derecha. Al igual que Saitsuchi, no pelea sino que aporta su estrategia e intelecto para los planes de Shishio. Viste al estilo europeo y suele cargar un rifle ya que no está entrenado en algún estilo de pelea, a medida que pasa el tiempo su simpatía se vuelve lealtad y posteriormente fanatismo sin cordura que venera la filosofía de que "El fuerte debe devorar al débil". Tras la muerte de Shishio intenta explotar el castillo razonando que si todos mueren sería como si Shishio hubiese ganado. Posteriormente es encarcelado por el gobierno, pero allí lo asesinan los reos, hartos de oírlo predicar la filosofía de su amo.

- Datos: Q3828332